# Hubert Henry

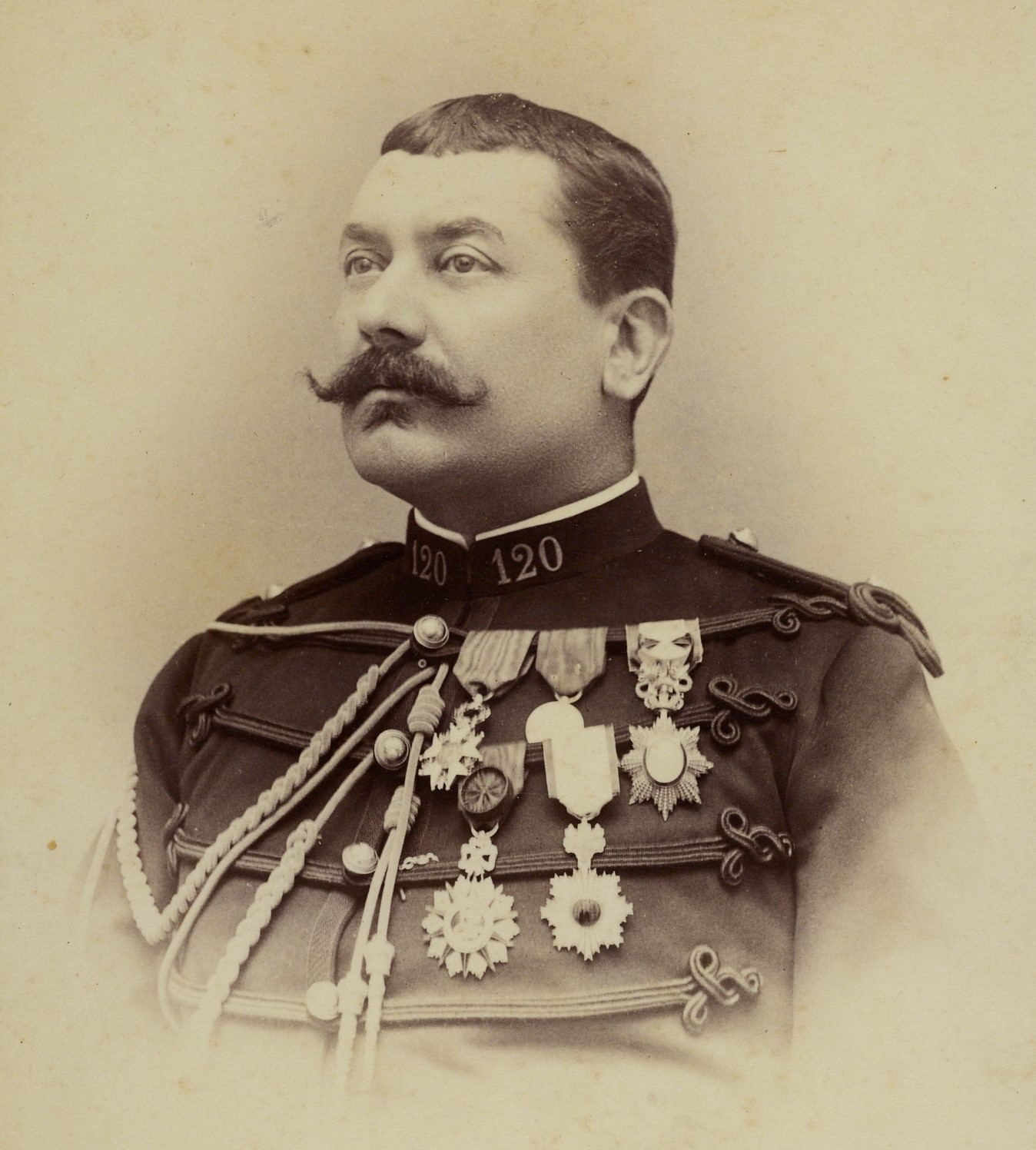
Oberstleutnant Joseph Hubert Henry

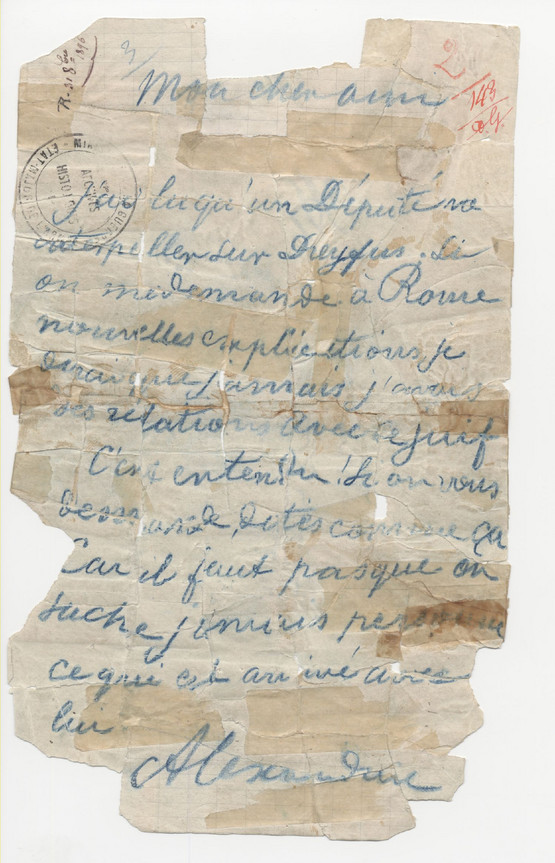
Das sogenannte faux Henry

Joseph Hubert Henry (* 2. Juni 1846 in Pogny; † 31. August 1898 im Fort Mont Valérien), in der Literatur häufig als Hubert Henry oder Joseph Henry geführt, war ein französischer Berufssoldat, der wesentlich an der Dreyfus-Affäre beteiligt war. Er war bereits gemeinsam mit Armand du Paty de Clam an der Zusammenstellung des Geheimdossiers beteiligt, das erste Fälschungen enthielt. Diese Fälschungen sollten sicherstellen, dass der jüdische Artillerie-Hauptmann Alfred Dreyfus im Dezember 1894 vor dem Kriegsgericht tatsächlich als Landesverräter verurteilt wurde. Als der wahre Landesverräter entdeckt wurde, war Hubert Henry an mehreren weiteren Fälschungen beteiligt, die den Justizirrtum vertuschen sollten. Mit dem sogenannten Espérance-Brief warnte Henry den eigentlichen Informanten des Deutschen Reiches, Ferdinand Walsin-Esterházy, über den ihm gegenüber bestehenden Verdacht. Eine der bekanntesten Fälschungen im Rahmen der Dreyfus-Affäre, der faux Henry, der den Verdacht gegenüber Dreyfus aufrechterhalten sollte, ist sogar nach Henry benannt.

## Leben
Hubert Henry wurde als Sohn eines Bauern geboren. Er meldete sich 1865 freiwillig zur Armee, wo er Karriere machte und bis in den Rang eines Unterleutnants befördert wurde. Während des Deutsch-Französischen Krieges 1870/71 wurde er verwundet. 1874 wurde er zum Leutnant ernannt, 1876 sogar zum Flügeladjutanten des Generals Marie François Joseph de Miribel, der damals Chef des französischen Generalstabs war. 1877 wurde er in den Generalstab versetzt, wo er in einer Abteilung des Deuxième Bureau Dienst tat, das unter anderem mit Spionageabwehr beschäftigt war. Zwischenzeitlich war er im Ausland eingesetzt und wurde 1890 in den Rang eines Majors befördert. Ab 1893 arbeitete er wieder im Nachrichtendienst, diesmal unter dessen Leiter Jean Sandherr.
1894 gehörte er zu den Personen, die mit der Untersuchung eines abgefangenen Briefs beschäftigt waren, der belegte, dass der deutsche Nachrichtendienst über einen Informanten im französischen Generalstab verfügte. Aus dem Schreiben ging hervor, dass ein Informant dem deutschen Militärattaché Maximilian von Schwartzkoppen fünf vertrauliche Dokumente übergeben habe. Man kam zu dem Schluss, die Handschrift sei der des Hauptmanns Dreyfus ähnlich. Graphologen kamen jedoch zu widersprüchlichen Einschätzungen. Da die Verhaftung bereits publik geworden war und davon auszugehen war, dass hochrangige Militärs wie der damalige Kriegsminister Auguste Mercier und der Militärgouverneur von Paris Félix Gustave Saussier durch diese Affäre erheblichen politischen Schaden davontragen würden, war er unter anderem an der Zusammenstellung eines Geheimdossiers beteiligt, das Dreyfus scheinbar weiter belastete. Vor dem Kriegsgericht leistete er einen Meineid und behauptete, eine Person habe ihn bereits vor Monaten darüber informiert, dass Dreyfus Informationen an ausländische Mächte weitergebe. Er war an weiteren Fälschungen beteiligt, als das Urteil gegenüber Dreyfus zunehmend in der Öffentlichkeit kritisiert wurde.
Der neue Nachrichtenchef Oberstleutnant Marie-Georges Picquart entdeckte im Verlauf des Jahres 1896, dass der französische Major Ferdinand Walsin-Esterházy der tatsächliche Landesverräter war. Seine Vorgesetzten forderten von ihm darüber Stillschweigen, woran Picquart sich zunächst auch hielt. Der Kreis um den stellvertretenden Generalstabschef, General Charles Arthur Gonse, hielt Picquart vermutlich aber für das schwächste Glied in ihrer Verteidigungskette. Gonse befahl ihm am 27. Oktober, sich auf eine Inspektionsreise durch die französische Provinz zu begeben. Major Hubert Henry sah in Picquarts Abwesenheit vor allem die Gelegenheit, sich gegenüber dem Generalstab als Nachfolger Picquarts zu empfehlen. Entweder am 30. Oktober oder am 1. November 1896 verschaffte er sich einen Brief des italienischen Militärattachés Major Alessandro Panizzardi an Schwartzkoppen, datierte dieses bislang datumslose Schreiben auf den 14. Juni 1894 und fügte zwischen Anrede und Unterschrift einen anderen Text ein, in dem Dreyfus namentlich genannt und angedeutet wurde, Dreyfus habe Informationen an sie verkauft. Ruth Harris bezeichnet Major Henrys Fälschung als nahezu grotesk amateurhaft. Henrys Handschrift unterschied sich nicht nur deutlich von der Panizzardis, die heute als faux Henry bezeichnete Fälschung war außerdem aus zwei verschiedenen Papiersorten zusammengeklebt, was bei näherer Betrachtung auffallen musste. Henry lieferte dieses Dokument jedoch am 2. November an General Gonse, der gemeinsam mit General Boisdeffre kurz darauf den Kriegsminister über Henrys neue „Entdeckung“ informierte.
Im Rahmen der Aufklärung der Dreyfus-Affäre gestand er während einer Befragung durch den Kriegsminister Godefroy Cavaignac seine Fälschungen ein.  Am 31. August beging Henry im Gefängnis Mont Valérien Suizid, indem er sich mit seinem Rasiermesser die Kehle aufschlitzte.

## Nachleben

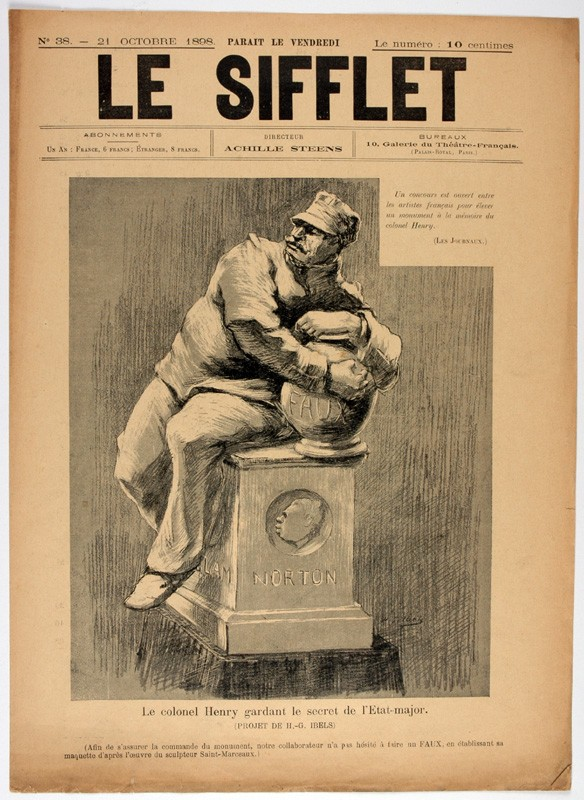
Karikatur von Henri-Gabriel Ibels, die eine Statue (Parodie des Genies, der das Geheimnis des Grabes von Saint-Marceaux hütet) zeigt, die Henry auf einem Podest errichtet wurde, das den Fälscher Norton darstellt (Le Sifflet, 1898).

Nach Henrys Tod wurde er von Dreyfus-Gegnern zum Helden stilisiert. In der Zeitung Le Rappel wurde ein Denkmal für ihn vorgeschlagen. Die Anti-Dreyfusards verbreiteten Darstellungen, nach denen der „faux Henry“ lediglich der nationalen Sicherheit gedient habe. Den eigentlichen Beweis, ein Schriftstück mit der Unterschrift Kaiser Wilhelms II., habe man nicht präsentieren können.
In Édouard Drumonts antisemitischer Zeitung La Libre Parole wurde eine Kampagne zugunsten Berthe (geborene Bertincourt), der Witwe Henrys, gestartet. Diese wollte Joseph Reinach wegen seines Artikels vom 7. November 1898 in Le Siècle wegen Verleumdung verklagen. 25.000 Spender unterstützten die Klage; darunter Jean Lorrain, Pierre Louÿs, Paul Valéry („nicht ohne Überlegung“), Henry Gauthier-Villars, Gaston Deschamps und Henri Rochefort. Diese Aktion wird auch als „Monument Henry“ bezeichnet.
Der französische Kurzfilm Au mont Valérien : Suicide du colonel Henry aus dem Jahr 1899 gehört zu einer zeitgenössischen siebenteiligen Darstellung der Dreyfus-Affäre.

## Einzelbelege
1. 1 2  Whyte, S. 568
2. 1 2  Harris, S. 80
3. ↑  Harris, S. 81
4. ↑  Le monument du Colonel Henry auf Gallica
5. ↑  Oriol, S. 823–824
6. ↑  Pierrot S. 313
7. ↑  Au mont Valérien - Suicide du colonel Henry bei IMDb

| Personendaten    | Personendaten                                            |
| ---------------- | -------------------------------------------------------- |
| NAME             | Henry, Hubert                                            |
| ALTERNATIVNAMEN  | Henry, Joseph Hubert (vollständiger Name); Henry, Joseph |
| KURZBESCHREIBUNG | französischer Berufssoldat                               |
| GEBURTSDATUM     | 2. Juni 1846                                             |
| GEBURTSORT       | Pogny                                                    |
| STERBEDATUM      | 31. August 1898                                          |
| STERBEORT        | Mont Valérien                                            |